# Myrmelastes rufifacies
El hormiguero del Tapajós (Myrmelastes rufifacies), es una especie de ave paseriforme de la familia Thamnophilidae perteneciente al género Myrmelastes. Hasta recientemente hizo parte del género Schistocichla, que fue todo integrado a Myrmelastes en 2013. Es endémico de la cuenca del Amazonas de Brasil, al sur del río Amazonas.

## Distribución y hábitat
Se distribuye en la Amazonia brasileña, al este del río Madeira, hacia el este hasta Pará (a occidente del río Tocantins) y hacia el sur hasta el norte de Rondônia y extremo norte de Mato Grosso).
Esta especie habita en el denso sotobosque de selvas húmedas de tierras bajas, principalmente de terra firme o selvas de transición, ocasionalmente en bosques estacionalmente inundables; hasta los 500 m de altitud, localmente hasta los 800 m.

## Sistemática

### Descripción original
La especie M. rufifacies fue descrita por primera vez por el ornitólogo austríaco Carl Eduard Hellmayr en 1929 bajo el nombre científico de subespecie Schistocichla leucostigma rufifacies; la localidad tipo es «Apaçy, Río Tapajós, Brasil.»

### Etimología
El nombre genérico masculino «Myrmelastes» se compone de las palabras del griego «murmēx» que significa ‘hormiga’ y «lastēs» que significa ‘asaltante’; y el nombre de la especie «rufifacies», se compone de las palabras del latín «rufus» que significa ‘rojo, rufo’ y «facies» que significa ‘apariencia’.

### Taxonomía
La presente especie fue elevada a tal rango (antes era la subespecie Schistocichla leucostigma rufifacies) siguiendo a Isler et al (2007), con base en diferencias de plumaje y vocalización, lo que fue aprobado en la Propuesta N° 301 al Comité de Clasificación de Sudamérica (SACC).
Los amplios estudios de Isler et al. 2013 en relación con el género Myrmeciza, demostraron que Myrmeciza hyperythra se encontraba agrupada dentro del grupo de especies que entonces formaban el género Schistocichla (entre las cuales la presente) y que todo este grupo estaba hermanado a Sclateria naevia. A todo este grupo lo denominaron un «clado Sclateria», dentro de una tribu Pyriglenini. Para resolver esta cuestión taxonómica, propusieron agrupar M. hypeythra y Schistocichla en el género resucitado Myrmelastes. En la Propuesta N° 628 al SACC, se aprobó este cambio, junto a todos los otros envolviendo el género Myrmeciza.
Es monotípica.